# Matthew Grech
Matthew Grech (19 de febrero de 1996) es un futbolista maltés que juega en la demarcación de portero para el Birkirkara F. C. de la Premier League de Malta.

## Selección nacional
Tras jugar en la selección de fútbol sub-17 de Malta, la sub-19 y la sub-21, finalmente hizo su debut con la selección absoluta el 19 de junio de 2023 en un partido de clasificación para la Eurocopa 2024 contra Ucrania que finalizó con un resultado de 1-0 a favor del combinado ucraniano tras el gol de Viktor Tsyhankov.

## Clubes
| Club                     | País  | Año       | Partidos | Goles |
| ------------------------ | ----- | --------- | -------- | ----- |
| Pietà Hotspurs F. C.     | Malta | 2013-2014 | 0        | 0     |
| Senglea Athletic F. C.   | Malta | 2014-2015 | 26       | 0     |
| San Ġwann F. C.          | Malta | 2015-2016 | 10       | 0     |
| Floriana F. C.           | Malta | 2016-2019 | 27       | 0     |
| Żebbuġ Rangers F. C.     | Malta | 2019-2021 | 41       | 0     |
| Pembroke Athleta F. C.   | Malta | 2021-2022 | 19       | 0     |
| Sirens F. C.             | Malta | 2022-2023 | 15       | 0     |
| Żabbar St. Patrick F. C. | Malta | 2023-2025 | 16       | 0     |
| Birkirkara F. C.         | Malta | 2025-     | 2        | 0     |